# Болич, Элвир
Э́лвир Бо́лич (сербохорв. Elvir Bolić / Елвир Болић; род. 10 октября 1971[…], Зеница, Босния и Герцеговина) — боснийский футболист, нападающий.

## Карьера
Элвир Болич начал свою карьеру в клубе «Челик» из города Зеница, он был частью самого успешного молодёжного состава клуба, несколько игроков из которого попали в национальную сборную Боснии. В те годы «Челик» играл в низших лигах первенства Югославии, но игрок был замечен наставниками молодёжной сборной Югославии, за которую провёл 12 матчей. Игра за югославскую «молодёжку» привела к интересу гранда югославского футбола, клуба «Црвена Звезда», куда Болич перешёл в 1992 году. Главный тренер «Звезды» Драган Джаич был очень высокого мнения о Боличе, считая, что тот может стать диспетчером сборной команды, куда игрок был вызван ещё в 1991 году. Но уже в июне 1992 года Болич, из-за войны в Югославии, сбежал из тренировочного лагеря сборной во Франции, а своему клубу сообщил, что не намерен в него возвращаться.
После «Црвены Звезды» Болич уехал в Турцию, где выступал за клубы «Галатасарай», «Газиантепспор», в составе которого он в сезоне 1994/1995 стал вторым бомбардиром чемпионата Турции с 26-ю мячами, и «Фенербахче», с которым он в 1996 году выиграл первенство Турции. А 30 октября 1996 года гол Болича позволил прервать 40-летнюю беспроигрышную серию клуба «Манчестер Юнайтед» на домашнем стадионе в еврокубках. С 2000 по 2003 год Болич выступал за испанский клуб «Райо Вальекано», затем вернулся в Турцию и играл за «Истанбулспор», «Генчлербирлиги» и «Малатьяспор», а завершил карьеру Болич в хорватском клубе «Риека», за который сыграл лишь несколько матчей в августе — сентябре 2006 года.
Свои выступления на международной арене Болич начал за молодёжную сборную Югославии. 1 сентября 1996 года Болич вышел на поле в первом матче сборной Боснии и забил первый гол в её истории, поразив ворота Греции. Последнюю игру Болич провёл 6 сентября 2006 года, а всего в футболке боснийской национальной команды провёл 52 матча и забил 22 гола.
С 5 января 2008 года по 17 мая 2009 года Болич являлся помощником главного тренера сборной Боснии Мехо Кодро.

## Достижения
- Обладатель Межконтинентального кубка: 1991
- Чемпион Югославии: 1991/1992
- Чемпион Турции: 1992/1993, 1995/1996
- Обладатель Кубка Турции: 1992/1993